# Khủng hoảng Kodori năm 2001
Khủng hoảng Kodori năm 2001 là 1 cuộc đối đầu ở thung lũng Kodori, Abkhazia vào tháng 10 năm 2001, giữa những người Gruzia (những người ủng hộ những chiến binh Chechnya) và quân đội Abkhazia. Cuộc xung đột ít được biết đến bởi truyền thông thế giới, khi mà vào lúc ấy họ đang đưa tin về cuộc chiến ở Afghanistan. Cuộc xung đột đã dẫn đến 40 người chết.

## Liên kết
1. ↑  "Abkhazia "on verge of war"". Lưu trữ bản gốc ngày 15 tháng 2 năm 2008.
2. 1 2  "Caucasus Report (2001)". Radio Free Europe/ Radio Liberty.
3. ↑  "Human Rights Watch World Report 2002: Europe & Central Asia: Georgia". www.hrw.org.